# باتكسي فيلانويفا
باتكسي فيلانويفا (بالإسبانية: Francisco Villanueva Medina)‏ هو لاعب كرة قدم إسباني في مركز حراسة المرمى، ولد في 27 يوليو 1965 في Marcilla ‏ في إسبانيا. لعب مع سيلتا فيغو ونادي ليفانتي.